# Cardiochlamyeae
Cardiochlamyeae ist eine Tribus aus der Familie der Windengewächse (Convolvulaceae). Zu ihr werden sechs Gattungen gezählt, die Typusgattung ist Cardiochlamys. 

## Beschreibung
Die Vertreter der Tribus Cardiochlamydeae sind meist verholzende Lianen. Die Basis der Blattspreiten ist herzförmig, die Aderung ist handförmig. Die Tragblätter sind laubblattartig. Die Blüten sind radiärsymmetrisch und zwittrig. Ihre Kelchblätter sind gleich bis ungleich lang und vergrößern sich an der Frucht. Die Pollenkörner sind meist tricolpat – nur in Cardiochlamys pantoporat – und nicht stachelig. Der Griffel besteht aus vollständig miteinander verwachsenen Fruchtblättern. Die Früchte sind nicht aufspringende Nussfrüchte.

## Vorkommen
Die Gattungen der Tribus Cardiochlamydeae kommen in Asien vor, nur die Gattung Cardiochlamys ist auf Madagaskar endemisch.

## Systematik
Zur Tribus  zählen folgende Gattungen:
- Cardiochlamys Oliv.: Mit zwei Arten; sie sind auf Madagaskar endemisch[1]
- Cordisepalum Verdc.: Mit zwei Arten; ihre Heimat ist Südostasien[1]
- Dinetus Buch.-Ham. ex Sweet: Mit acht Arten; sie kommen im tropischen Asien vor[1]
- Duperreya Gaudich.[2]: Mit bis zu drei Arten; sie kommen in Australien vor
- Poranopsis Roberty: Mit drei Arten; sie kommen in Asien (Indien, Pakistan, Bhutan, Nepal, Myanmar, Thailand, Vietnam und China) vor[1][3]
- Tridynamia Gagnep.: Mit etwa vier Arten; sie kommen von Indien bis Hainan und ins westliche Malesien vor[1].

Nach der kladistischen Definition entspricht die Tribus der eng gefasstesten Klade, in der Cardiochlamys madagascariensis Oliv. und Dinetus truncatus (Kurz) Staples eingeordnet sind.